# Austria na Letnich Igrzyskach Olimpijskich 1936
Austrię na Letnich Igrzyskach Olimpijskich 1936 reprezentowało 234 zawodników.

## Zdobyte medale
| Medal  | Zawodnik | Dyscyplina           | Konkurencja              |
| ------ | --- | -------------------- | ------------------------ |
| Złoto  | Gregor Hradetzky | Kajakarstwo          | K1 1000 m                |
| Złoto  | Adi Kainz Alfons Dorfner | Kajakarstwo          | K2 1000 m                |
| Złoto  | Gregor Hradetzky | Kajakarstwo          | K1 10 000 m składany     |
| Złoto  | Robert Fein | Podnoszenie ciężarów | waga lekka               |
| Srebro | Josef Hasenöhrl | Wioślarstwo          | M1x jedynka              |
| Srebro | Fritz Landertinger | Kajakarstwo          | K1 10 000 m              |
| Srebro | Edi Kainberger Ernst Künz Martin Kargl Anton Krenn Karl Wallmüller Max Hofmeister Walter Werginz Adolf Laudon Klement Steinmetz Karl Kainberger Franz Fuchsberger Franz Mandl Josef Kitzmüller | Piłka nożna          | turniej mężczyzn         |
| Srebro | Alois Schnabel Franz Bartl Johann Tauscher Otto Licha Emil Juracka Leopold Wohlrab Jaroslav Volak Alfred Schmalzer Ludwig Schuberth Ferdinand Kiefler Anton Perwein Fritz Maurer Franz Brunner Fritz Wurmböck Hans Zehetner Hans Houschka Franz Bistricky Franz Berghammer Walter Reisp Josef Krejci Siegfried Powolny | Piłka ręczna         | turniej mężczyzn         |
| Srebro | Viktor Kalisch Karl Steinhuber | Kajakarstwo          | K2 10 000 m              |
| Srebro | Rupert Weinstabl Karl Proisl | Kajakarstwo          | C2 1000 m                |
| Brąz   | Rupert Weinstabl Karl Proisl | Kajakarstwo          | C2 10 000 m              |
| Brąz   | Ellen Müller-Preis | Szermierka           | floret indywidualnie     |
| Brąz   | Alois Podhajsky | Jeździectwo          | ujeżdżenie indywidualnie |